# Riviera Beach (Floride)
Riviera Beach est une ville du comté de Palm Beach, en Floride, aux États-Unis.

## Personnalités
- Isabell Masters (1913-2011), cinq fois candidate à la présidence des États-Unis, est décédée à Riviera Beach.

## Démographie
| 1930 | 1940  | 1950  | 1960   | 1970   | 1980   |
| ---- | ----- | ----- | ------ | ------ | ------ |
| 811  | 1 981 | 4 065 | 13 046 | 21 401 | 26 489 |

| 1990   | 2000   | 2010   | - | - | - |
| ------ | ------ | ------ | - | - | - |
| 27 639 | 29 884 | 32 488 | - | - | - |